# Tomatprincippet
|  | Denne artikel er oprettet af botten PalnaBot ud fra en ekstern database. Den kan derfor have sproglige fejl eller mangler. Denne skabelon kan fjernes efter kontrol af indholdet. |

Tomatprincippet er en kortfilm fra 2009 instrueret af Søren Balle.

## Handling
Jesper skal gennemføre et motivationskursus for at bevare sin kontanthjælp. På kurset forsøger coachen Schmidtmann at hjælpe sine kursister videre i livet. Det gør han ved hjælp af sin selvopfundne teori - tomatprincippet. Men på grov og intimiderende vis overskrider Schmidtmann deltagernes grænser.